# Anna Jay

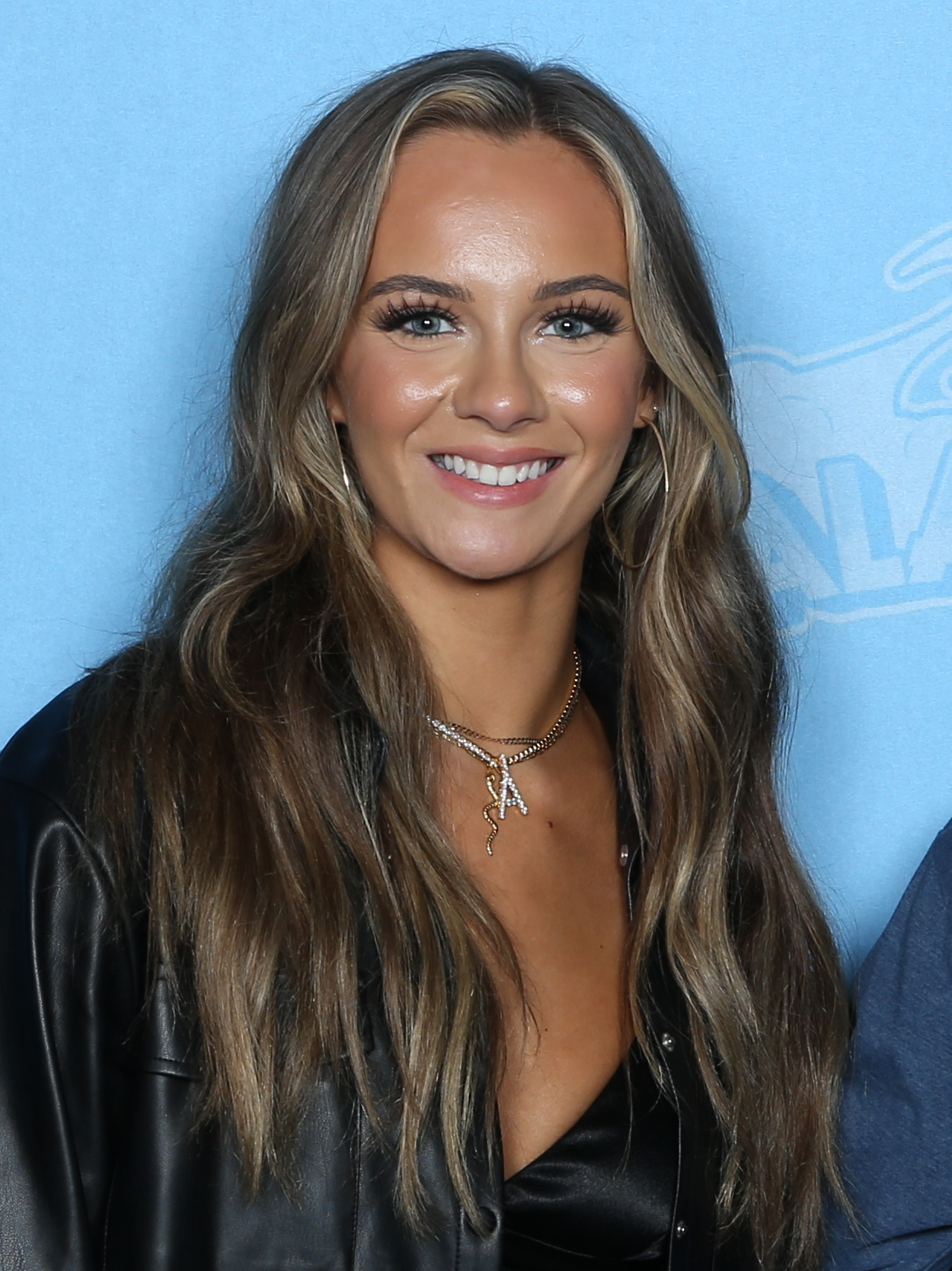
Anna Jay na GalaxyCon Raleigh em 2022.

Anna Marie Jernigan (nascida em 15 de julho de 1998)  é uma lutadora profissional americana, mais conhecida pelo nome de Anna Jay . Ela assinou contrato com a All Elite Wrestling e é membro da stable The Dark Order .

## Carreira na luta profissional

### Circuito independente (2018–2020)
Jay começou a treinar na One Fall Power Factory em julho de 2018. Em janeiro de 2020, Jay derrotou Thunder Blonde em uma luta de cabelo contra cabelo em um evento da Georgia Premier Wrestling.

### All Elite Wrestling (2020-presente)
Jay fez sua primeira aparição no All Elite Wrestling em 1 de abril de 2020, perdendo para Hikaru Shida no Dynamite. Em 6 de abril, ela assinou contrato com a empresa. Após uma derrota para Abadon no episódio de 17 de junho de Dynamite, ela foi ajudada nos bastidores por The Dark Order. Jay se juntou a Tay Conti no torneio AEW Women's Tag Team Cup: The Deadly Draw. Elas avançaram para quartas de final ao derrotar Nyla Rose e Ariane Andrew, mas perderam para Ivelisse e Diamante durante as semifinais. Ela foi oficialmente apresentada como membro da Dark Order no episódio de 27 de agosto de Dynamite .

## Recorde emLuchas de Apuestas
| Vencedor (aposta)  | Perdedor (aposta)       | Localização     | Evento               | Encontro              | Notas |
| ------------------ | ----------------------- | --------------- | -------------------- | --------------------- | ----- |
| Anna Jayy (cabelo) | Thunder Blonde (cabelo) | Canton, Georgia | GPW Edge of Darkness | 2020 de janeiro de 17 | [ 1 ] |